# Очманн, Маурисио
Маурисио Очманн Сьордиа (исп. Mauricio Ochmann Siordia; род. 16 ноября 1977, Селая, Гуанахуато, Мексика) — мексиканский актёр.

## Биография
Маурисио Очманн родился в Селая, Мексика в армяно-еврейской семье. Отец армянин художник и бизнесмен, мать еврейка. С ранних лет выступал на местных театральных сценах. В 16 лет принял участие в мини-сериале «La otra cosa». В 19 лет переезжает в США, где поступил в актёрскую студию Джоана Барона. После трёх лет учёбы он получил небольшую роль в фильме «Послание в бутылке», где его партнёрами были - Кевин Костнер и Робин Райт. В 1998 году TV Azteca приглашает Маурисио на съёмки теленовеллы «Асуль Текила», где его партнёршей была Барбара Мори. В 2000 году Маурисио едет в Лос-Анджелес для участия в шоу «Это жизнь». В 2001 году Маурисио возвращается в Мексику чтоб сыграть одну из главных ролей в теленовелле «Как в кино» с Лореной Рохас. В 2003 получает роль Карлоса в комедии «7 женщин, один гомосексуалист и Карлос». В 2005 годе Маурисио снимается сразу в нескольких картинах  в триллере «Видеть, слышать и молчать» и в теленовеллах «В поисках отца», «Решения», «Третий», «Марина». Маурисио сыграл одну из главных ролей в теленовелле «Виктория» где его партнёршей была Виктория Руффо, а в 2010 году снялся в роли Лукаса в ремейке бразильского телесериала «Клон». В 2011 году снялся в роли пластического хирурга в теленовелле «Слабый пол», в 2012 году в теленовелле «Алмазная роза» и «Повелитель небес».

## Личная жизнь
Маурисио был женат на архитекторе Марии Хосе дель Валье Прието, от которой есть дочь Лоренса. В 2008 году у Маурисио начался роман с актрисой Адрианой Кампос, вследствие чего он развёлся.